# Pożar w hotelu Grand Diamond City w Paôypêt
Pożar w hotelu Grand Diamond City w Paôypêt – miał miejsce 28 grudnia 2022 roku w Paôypêt, w Kambodży. W wyniku pożaru, śmierć poniosło 27 osób, a 112 osób zostało rannych.
Paôypêt jest miastem, w którym znajduje się przejście graniczne z Tajlandią. W mieście funkcjonują liczne kasyna, które są popularne wśród zagranicznych turystów, zwłaszcza pochodzących z Tajlandii, gdzie kasyna są nielegalne. Zaledwie 250 metrów od przejścia granicznego znajdował się hotel Grand Diamond City, w którym znajdowało się również kasyno. 28 grudnia 2022 roku o godz. 23:30 w hotelowym kasynie zauważono pożar, który błyskawicznie rozprzestrzenił się na cały budynek. W momencie wybuchu pożaru w budynku znajdowało się około 400 osób. Wiele osób, aby ratować się przed pożarem, zdecydowało się na skok z okien. Do opanowania pożaru zaangażowano ponad 1200 ratowników, w tym z sąsiedniej Tajlandii. Akcję dogaszania budynku zakończono 30 grudnia. W pożarze zginęło 27 osób – głównie zagraniczni turyści.
Za przyczynę katastrofy uznano zwarcie instalacji elektrycznej, którego źródłem były lampki świąteczne, które dekorowały kasyno.

## Ofiary pożaru
| Kraj      | Ofiary śmiertelne |
| --------- | ----------------- |
| Tajlandia | 17                |
| Kambodża  | 7                 |
| Chiny     | 1                 |
| Malezja   | 1                 |
| Nepal     | 1                 |
| Razem     | 27                |